# Цепух Сергій Михайлович
Сергі́й Миха́йлович Це́пух (3 квітня 1992 — 9 серпня 2018) — старший сержант Збройних сил України, учасник російсько-української війни.

## Життєпис
Народився 1992 року в селі Видерта (Камінь-Каширський район, Волинська область); закінчив місцеву школу. Подавав документи в різних містах — і всюди пройшов, але вибрав Рівне. Закінчив Рівненський державний базовий медичний коледж — за фахом фельдшера. Восени 2012 року призваний на військову строкову службу; 2014-го прийшов добровольцем до військкомату, вступив на військову службу за контрактом у Нацгвардії, санінструктор 1-го полку охорони ОВДО. З 2017 року працював медиком у військовому госпіталі міста Дніпро; у квітні 2018-го продовжив службу за контрактом в ЗСУ, головний сержант взводу охорони 196-го Центру управління та оповіщення Повітряного командування «Схід». З середини червня залучений до операції Об'єднаних сил в Донецькій області — у складі 28-ї бригади; старший сержант, фельдшер медичного пункту 3-го механізованого батальйону.
9 серпня 2018 року під вечір загинув від кулі снайпера на околиці міста Мар'їнка в часі чергування на спостережному пункті — куля влучила в обличчя, поранення було несумісне з життям.
Після прощання в ЦУО ПвК «Схід» у Дніпрі та Луцьку похований 12 серпня 2018 року в селі Видерта.
Без Сергія лишились батьки Галина Іванівна та Михайло Іванович і старший син Андрій (зі своєю сім'єю живе на Кіровоградщині, звідки родом його дружина).

## Нагороди та вшанування
- указом Президента України № 316/2018 від 11 жовтня 2018 року «за особисту мужність і самовіддані дії, виявлені у захисті державного суверенітету та територіальної цілісності України, зразкового виконання військового обов'язку» — нагороджений орденом «За мужність» III ступеня (посмертно)[1].
- 7 грудня 2018 року у селі Видерта в місцевій школі відбулося відкриття меморіальної дошки Сергію Цепуху.